# Orbelín Pineda
Orbelín Pineda Alvarado (Città del Messico, 24 marzo 1996) è un calciatore messicano, centrocampista dell'AEK Atene e della nazionale messicana.

## Caratteristiche tecniche
Può ricoprire il ruolo di trequartista e di interno di centrocampo, oltreché come ala sinistra, nei suoi primi anni come professionista è stato impiegato pure come mediano. Dotato di grande agilità, visione di gioco e dribbling, è molto veloce ed ha inoltre un tiro preciso. Destro naturale, calcia con potenza, inoltre è capace di segnare anche su rigore. Sa essere bravo sia come finalizzatore che come assist-man.

## Carriera

### Club

#### Querétaro e Guadalajara
Parte a 16 anni dal Querétaro debutta nel in prima squadra il 22 gennaio 2014 nella sconfitta per 1-0 contro il Celaya. Nel 2015, nel campionato spagnolo, segna cinque reti, la prima contro il Pachuca perdendo per 2-1 (il suo primo gol da professionista) realizza una rete in un metch molto combattuto contro il León vinto per 5-4, segna il gol del 2-1 battendo il Club Tijuana, riesce a segnare un'altra rete nella schiacciante vittoria per 4-0 contro l'América. Il 31 ottobre 2015 segna il suo ultimo gol per la squadra, nel successo per 3-1 contro il Monterrey.
Nel gennaio del 2016 viene acquistato dal Guadalajara vincendo la Supercopa MX segnando un gol contro il Veracruz vincendo per 2-0. Conquista la vittoria della Liga MX Clausura dove sigla una rete sconfiggendo per 2-1 l'Atlas, mentre nel match vinto contro il Juárez, Pineda serve l'assist con cui il suo compagno di squadra Javier Eduardo López segna il gol del 3-2.
Riesce a vincere nel 2018 la CONCACAF Champions League, Pineda realizza una rete nella fina contro il Toronto.

#### Cruz Azul e Celta Vigo
A partire dal 2019 inizia a giocare per il Cruz Azul, vince la Leagues Cup, nella semifinale dove battoni i Los Angeles Galaxy, Pineda segna la rete del definitivo 2-1. Vince la Liga MX dove segna quattro gol.
Il 7 gennaio 2022 viene acquistato dal Celta Vigo, non trova molto spazio in squadra, gioca solo sette partite scendendo in campo sempre nel secondo tempo, non avendo segnato nessuna rete.

#### AEK Atene
Il 15 luglio successivo passa in prestito all'AEK Atene. Vince il campionato grego, realizza una rete contro il Lamia e l'Aris Salonicco vincendo per 3-0 entrambe le partite, segna un gol battendo per 2-0 il PAS Giannina, inoltre la sua rete decide la vittoria su 1-0 ai danni del Panathinaikos, l'ultimo gol lo mette a segno sconfiggendo per 4-0 il Volo. Riesce a vincere anche la Coppa di Grecia dove realizza un solo gol, battendo per 3-0 il Panserraikos.

### Nazionale
Fa parte della spedizione messicana ai mondiali Under 20. Fa il suo esordio con la maglia della Nazionale maggiore il 7 settembre 2016 in un pareggio a reti inviolate contro l'Honduras finito 0-0.
Segna la sua prima rete per il Messico nella Gold Cup, il 10 luglio 2017, con il gol del 3-1 battendp El Salvador. Nell'edizione 2021 della coppa continentale, vince l'argento, Pineda realizza un gol sconfiggendo per 3-0 sia il Guatemala che l'Honduras, mette a segno anche un rigore battendo il Canada per 2-1.
Vince la Gold Cup nel 2023, ai quarti di finale segna su penalty nel successo per 2-0 contro Costa Rica, mentre nella finale contro Panamá serve al suo compagno di squadra Santiago Giménez l'assist con cuo egli realizza la rete del 1-0.
Nel 2025, l'11 giugno, segna la rete del 1-0 battendo la Turchia in una partita amichevole. Sempre nello stesso anno vince ancora la Gold Cup, nel mathc dove il Messico prevale per 3-2 contro la Repubblica Dominicana, Edson Álvarez segna il primo gol della partita grazie a un assist di Pineda.

## Statistiche

### Presenze e reti nei club
Statistiche aggiornate al 2 luglio 2025.
| Stagione         | Squadra          | Campionato       | Campionato | Campionato | Coppe nazionali | Coppe nazionali | Coppe nazionali | Coppe continentali | Coppe continentali | Coppe continentali | Altre coppe | Altre coppe | Altre coppe | Totale | Totale | Totale |
| Stagione         | Squadra          | Comp             | Pres       | Reti       | Comp            | Pres            | Reti            | Comp               | Pres               | Reti               | Comp        | Pres        | Reti        | Pres   | Reti   |        |
| ---------------- | ---------------- | ---------------- | ---------- | ---------- | --------------- | --------------- | --------------- | ------------------ | ------------------ | ------------------ | ----------- | ----------- | ----------- | ------ | ------ | ------ |
| 2013-2014        | Querétaro        | PD               | 0          | 0          | cMX             | 1               | 0               | -                  | -                  | -                  | -           | -           | -           | 1      | 0      |        |
| 2014-2015        | Querétaro        | PD               | 27+2       | 5          | cMX             | 12              | 1               | -                  | -                  | -                  | -           | -           | -           | 41     | 6      |        |
| lug.-dic. 2015   | Querétaro        | PD               | 15         | 3          | cMX             | 0               | 0               | CCL                | 2                  | 0                  | -           | -           | -           | 17     | 3      |        |
| Totale Queretaro | Totale Queretaro | Totale Queretaro | 42+2       | 8          |                 | 13              | 1               |                    | 2                  | 0                  |             | -           | -           | 59     | 9      |        |
| gen.-giu. 2016   | Guadalajara      | PD               | 17+2       | 3+1        | cMX             | 1               | 0               | -                  | -                  | -                  | -           | -           | -           | 20     | 4      |        |
| 2016-2017        | Guadalajara      | PD               | 34+8       | 1+1        | cMX             | 9               | 0               | -                  | -                  | -                  | SM          | 1           | 1           | 52     | 3      |        |
| 2017-2018        | Guadalajara      | PD               | 29         | 0          | cMX             | 4               | 1               | CCL                | 8                  | 1                  | -           | -           | -           | 41     | 2      |        |
| lug.-dic. 2018   | Guadalajara      | PD               | 12         | 1          | cMX             | 1               | 0               | -                  | -                  | -                  | CmC         | 2           | 0           | 15     | 1      |        |
| Totale Chivas    | Totale Chivas    | Totale Chivas    | 92+10      | 5+2        |                 | 15              | 1               |                    | 8                  | 1                  |             | 3           | 1           | 128    | 10     |        |
| gen.-giu. 2019   | Cruz Azul        | PD               | 16+2       | 2          | cMX             | 4               | 0               | -                  | -                  | -                  | -           | -           | -           | 22     | 2      |        |
| 2019-2020        | Cruz Azul        | PD               | 25         | 3          | cMX             | 0               | 0               | CCL                | 3                  | 1                  | LC+SM       | 3+1         | 1+0         | 32     | 5      |        |
| 2020-2021        | Cruz Azul        | PD               | 32+9       | 4          | -               | -               | -               | CCL                | 3                  | 1                  | -           | -           | -           | 44     | 5      |        |
| 2021-gen. 2022   | Cruz Azul        | PD               | 12+1       | 1          | -               | -               | -               | -                  | -                  | -                  | CC          | 1           | 0           | 14     | 1      |        |
| Totale Cruz Azul | Totale Cruz Azul | Totale Cruz Azul | 85+12      | 10         |                 | 4               | 0               |                    | 6                  | 2                  |             | 5           | 1           | 112    | 13     |        |
| gen.-giu. 2022   | Celta Vigo       | PD               | 7          | 0          | CR              | 0               | 0               | -                  | -                  | -                  | -           | -           | -           | 7      | 0      |        |
| 2022-2023        | AEK Atene        | SLE              | 26+10      | 7+2        | CG              | 6               | 1               | -                  | -                  | -                  | -           | -           | -           | 42     | 10     |        |
| 2023-2024        | AEK Atene        | SLE              | 23+10      | 2+1        | CG              | 2               | 0               | UCL+UEL            | 4+5                | 0+1                | -           | -           | -           | 44     | 4      |        |
| 2024-2025        | AEK Atene        | SLE              | 24+6       | 1          | CG              | 6               | 0               | UECL               | 2                  | 0                  | -           | -           | -           | 38     | 1      |        |
| Totale AEK Atene | Totale AEK Atene | Totale AEK Atene | 73+26      | 10+3       |                 | 14              | 1               |                    | 11                 | 1                  |             | -           | -           | 124    | 15     |        |
| Totale carriera  | Totale carriera  | Totale carriera  | 349        | 38         |                 | 46              | 3               |                    | 27                 | 4                  |             | 8           | 2           | 430    | 47     |        |

### Cronologia presenze e reti in nazionale
| Cronologia completa delle presenze e delle reti in nazionale ― Messico | Cronologia completa delle presenze e delle reti in nazionale ― Messico | Cronologia completa delle presenze e delle reti in nazionale ― Messico | Cronologia completa delle presenze e delle reti in nazionale ― Messico | Cronologia completa delle presenze e delle reti in nazionale ― Messico | Cronologia completa delle presenze e delle reti in nazionale ― Messico | Cronologia completa delle presenze e delle reti in nazionale ― Messico | Cronologia completa delle presenze e delle reti in nazionale ― Messico |
| Data                                                                   | Città                                                                  | In casa                                                                | Risultato                                                              | Ospiti                                                                 | Competizione                                                           | Reti                                                                   | Note                                                                   |
| ---------------------------------------------------------------------- | ---------------------------------------------------------------------- | ---------------------------------------------------------------------- | ---------------------------------------------------------------------- | ---------------------------------------------------------------------- | ---------------------------------------------------------------------- | ---------------------------------------------------------------------- | ---------------------------------------------------------------------- |
| 7-9-2016                                                               | Città del Messico                                                      | Messico                                                                | 0 – 0                                                                  | Honduras                                                               | Amichevole                                                             | -                                                                      | 71’                                                                    |
| 8-10-2016                                                              | Nashville                                                              | Messico                                                                | 2 – 1                                                                  | Nuova Zelanda                                                          | Amichevole                                                             | -                                                                      | 73’                                                                    |
| 11-10-2016                                                             | Bridgeview                                                             | Messico                                                                | 1 – 0                                                                  | Panama                                                                 | Amichevole                                                             | -                                                                      | 75’                                                                    |
| 8-2-2017                                                               | Whitney                                                                | Messico                                                                | 1 – 0                                                                  | Islanda                                                                | Amichevole                                                             | -                                                                      |                                                                        |
| 28-3-2017                                                              | Port of Spain                                                          | Trinidad e Tobago                                                      | 0 – 1                                                                  | Messico                                                                | Qual. Mondiali 2018                                                    | -                                                                      | 75’                                                                    |
| 1-6-2017                                                               | East Rutherford                                                        | Irlanda                                                                | 1 – 3                                                                  | Messico                                                                | Amichevole                                                             | -                                                                      | 58’                                                                    |
| 11-6-2017                                                              | Città del Messico                                                      | Messico                                                                | 1 – 1                                                                  | Stati Uniti                                                            | Qual. Mondiali 2018                                                    | -                                                                      | 77’                                                                    |
| 28-6-2017                                                              | Houston                                                                | Messico                                                                | 1 – 1                                                                  | Ghana                                                                  | Amichevole                                                             | -                                                                      | 59’                                                                    |
| 1-7-2017                                                               | Seattle                                                                | Messico                                                                | 2 – 1                                                                  | Paraguay                                                               | Amichevole                                                             | -                                                                      | 86’                                                                    |
| 9-7-2017                                                               | San Diego                                                              | Messico                                                                | 3 – 1                                                                  | El Salvador                                                            | Gold Cup 2017 - 1º turno                                               | 1                                                                      | 46’                                                                    |
| 13-7-2017                                                              | Denver                                                                 | Messico                                                                | 0 – 0                                                                  | Giamaica                                                               | Gold Cup 2017 - 1º turno                                               | -                                                                      |                                                                        |
| 16-7-2017                                                              | San Antonio                                                            | Curaçao                                                                | 0 – 2                                                                  | Messico                                                                | Gold Cup 2017 - 1º turno                                               | -                                                                      | 75’                                                                    |
| 20-7-2017                                                              | Glendale                                                               | Messico                                                                | 1 – 0                                                                  | Honduras                                                               | Gold Cup 2017 - Quarti di finale                                       | -                                                                      |                                                                        |
| 23-7-2017                                                              | Pasadena                                                               | Messico                                                                | 0 – 1                                                                  | Giamaica                                                               | Gold Cup 2017 - Semifinale                                             | -                                                                      |                                                                        |
| 31-1-2018                                                              | San Antonio                                                            | Messico                                                                | 1 – 0                                                                  | Bosnia ed Erzegovina                                                   | Amichevole                                                             | -                                                                      | 46’                                                                    |
| 6-6-2019                                                               | Atlanta                                                                | Messico                                                                | 3 – 1                                                                  | Venezuela                                                              | Amichevole                                                             | -                                                                      | 55’                                                                    |
| 9-6-2019                                                               | Arlington                                                              | Messico                                                                | 3 – 2                                                                  | Ecuador                                                                | Amichevole                                                             | -                                                                      | 72’                                                                    |
| 15-6-2019                                                              | Pasadena                                                               | Messico                                                                | 7 – 0                                                                  | Cuba                                                                   | Gold Cup 2019 - 1º turno                                               | -                                                                      | 65’                                                                    |
| 6-9-2019                                                               | East Rutherford                                                        | Stati Uniti                                                            | 0 – 3                                                                  | Messico                                                                | Amichevole                                                             | -                                                                      | 89’                                                                    |
| 15-11-2019                                                             | Panama                                                                 | Panama                                                                 | 0 – 3                                                                  | Messico                                                                | CONCACAF Nations League 2019-2020 - 2º turno                           | -                                                                      | 79’                                                                    |
| 20-11-2019                                                             | Toluca                                                                 | Messico                                                                | 2 – 1                                                                  | Bermuda                                                                | CONCACAF Nations League 2019-2020 - 2º turno                           | -                                                                      | 62’                                                                    |
| 30-9-2020                                                              | Città del Messico                                                      | Messico                                                                | 3 – 0                                                                  | Guatemala                                                              | Amichevole                                                             | 1                                                                      |                                                                        |
| 7-10-2020                                                              | Amsterdam                                                              | Paesi Bassi                                                            | 0 – 1                                                                  | Messico                                                                | Amichevole                                                             | -                                                                      | 63’                                                                    |
| 14-11-2020                                                             | Wiener Neustadt                                                        | Corea del Sud                                                          | 2 – 3                                                                  | Messico                                                                | Amichevole                                                             | -                                                                      | 64’                                                                    |
| 17-11-2020                                                             | Graz                                                                   | Giappone                                                               | 0 – 2                                                                  | Messico                                                                | Amichevole                                                             | -                                                                      | 64’                                                                    |
| 27-3-2021                                                              | Cardiff                                                                | Galles                                                                 | 1 – 0                                                                  | Messico                                                                | Amichevole                                                             | -                                                                      | 78’                                                                    |
| 30-3-2021                                                              | Wiener Neustadt                                                        | Costa Rica                                                             | 0 – 1                                                                  | Messico                                                                | Amichevole                                                             | -                                                                      | 68’                                                                    |
| 3-6-2021                                                               | Denver                                                                 | Messico                                                                | 0 – 0 dts (5 – 4 dtr)                                                  | Costa Rica                                                             | CONCACAF Nations League 2019-2020 - Semifinale                         | -                                                                      | 78’                                                                    |
| 7-6-2021                                                               | Denver                                                                 | Stati Uniti                                                            | 3 – 2 dts                                                              | Messico                                                                | CONCACAF Nations League 2019-2020 - Finale                             | -                                                                      | 87’                                                                    |
| 13-6-2021                                                              | Atlanta                                                                | Messico                                                                | 0 – 0                                                                  | Honduras                                                               | Amichevole                                                             | -                                                                      | 68’                                                                    |
| 3-7-2021                                                               | Los Angeles                                                            | Messico                                                                | 4 – 0                                                                  | Nigeria                                                                | Amichevole                                                             | -                                                                      | 66’                                                                    |
| 10-7-2021                                                              | Arlington                                                              | Messico                                                                | 0 – 0                                                                  | Trinidad e Tobago                                                      | Gold Cup 2021 - 1º turno                                               | -                                                                      | 46’                                                                    |
| 14-7-2021                                                              | Dallas                                                                 | Guatemala                                                              | 0 – 3                                                                  | Messico                                                                | Gold Cup 2021 - 1º turno                                               | 1                                                                      |                                                                        |
| 18-7-2021                                                              | Dallas                                                                 | Messico                                                                | 1 – 0                                                                  | El Salvador                                                            | Gold Cup 2021 - 1º turno                                               | -                                                                      | 86’                                                                    |
| 24-7-2021                                                              | Glendale                                                               | Messico                                                                | 3 – 0                                                                  | Honduras                                                               | Gold Cup 2021 - Quarti di finale                                       | 1                                                                      |                                                                        |
| 30-7-2021                                                              | Houston                                                                | Messico                                                                | 2 – 1                                                                  | Canada                                                                 | Gold Cup 2021 - Semifinale                                             | 1                                                                      | 78’                                                                    |
| 1-8-2021                                                               | Paradise                                                               | Stati Uniti                                                            | 1 – 0                                                                  | Messico                                                                | Gold Cup 2021 - Finale                                                 | -                                                                      | 44’                                                                    |
| 2-9-2021                                                               | Città del Messico                                                      | Messico                                                                | 2 – 1                                                                  | Giamaica                                                               | Qual. Mondiali 2022                                                    | -                                                                      |                                                                        |
| 5-9-2021                                                               | San José                                                               | Costa Rica                                                             | 0 – 1                                                                  | Messico                                                                | Qual. Mondiali 2022                                                    | 1                                                                      | 46’                                                                    |
| 8-9-2021                                                               | Panama                                                                 | Panama                                                                 | 1 – 1                                                                  | Messico                                                                | Qual. Mondiali 2022                                                    | -                                                                      | 46’                                                                    |
| 10-10-2021                                                             | Città del Messico                                                      | Messico                                                                | 3 – 0                                                                  | Honduras                                                               | Qual. Mondiali 2022                                                    | -                                                                      | 66’                                                                    |
| 13-10-2021                                                             | San Salvador                                                           | El Salvador                                                            | 0 – 2                                                                  | Messico                                                                | Qual. Mondiali 2022                                                    | -                                                                      | 63’                                                                    |
| 17-11-2021                                                             | Edmonton                                                               | Canada                                                                 | 2 – 1                                                                  | Messico                                                                | Qual. Mondiali 2022                                                    | -                                                                      |                                                                        |
| 30-1-2022                                                              | Città del Messico                                                      | Messico                                                                | 0 – 0                                                                  | Costa Rica                                                             | Qual. Mondiali 2022                                                    | -                                                                      | 46’                                                                    |
| 28-5-2022                                                              | Arlington                                                              | Messico                                                                | 2 – 1                                                                  | Nigeria                                                                | Amichevole                                                             | -                                                                      | 66’                                                                    |
| 6-6-2022                                                               | Chicago                                                                | Messico                                                                | 0 – 0                                                                  | Ecuador                                                                | Amichevole                                                             | -                                                                      | 59’                                                                    |
| 11-6-2022                                                              | Torreón                                                                | Messico                                                                | 3 – 0                                                                  | Suriname                                                               | CONCACAF Nations League 2022-2023 - 1º turno                           | -                                                                      | 62’                                                                    |
| 14-6-2022                                                              | Kingston                                                               | Giamaica                                                               | 1 – 1                                                                  | Messico                                                                | CONCACAF Nations League 2022-2023 - 1º turno                           | -                                                                      |                                                                        |
| 25-9-2022                                                              | Pasadena                                                               | Messico                                                                | 1 – 0                                                                  | Perù                                                                   | Amichevole                                                             | -                                                                      | 84’                                                                    |
| 28-9-2022                                                              | Santa Clara                                                            | Messico                                                                | 2 – 3                                                                  | Colombia                                                               | Amichevole                                                             | -                                                                      | 77’                                                                    |
| 30-11-2022                                                             | Lusail                                                                 | Arabia Saudita                                                         | 1 – 2                                                                  | Messico                                                                | Mondiali 2022 - 1º turno                                               | -                                                                      | 77’                                                                    |
| 26-3-2023                                                              | Città del Messico                                                      | Messico                                                                | 2 – 2                                                                  | Giamaica                                                               | CONCACAF Nations League 2022-2023 - 1º turno                           | 1                                                                      | 62’                                                                    |
| 15-6-2023                                                              | Paradise                                                               | Stati Uniti                                                            | 3 – 0                                                                  | Messico                                                                | CONCACAF Nations League 2022-2023 - Semifinale                         | -                                                                      | 83’                                                                    |
| 18-6-2023                                                              | Paradise                                                               | Panama                                                                 | 0 – 1                                                                  | Messico                                                                | CONCACAF Nations League 2022-2023 - Finale 3º posto                    | -                                                                      | 67’                                                                    |
| 25-6-2023                                                              | Houston                                                                | Messico                                                                | 4 – 0                                                                  | Honduras                                                               | Gold Cup 2023 - 1º turno                                               | 1                                                                      | 80’                                                                    |
| 29-6-2023                                                              | Glendale                                                               | Haiti                                                                  | 1 – 3                                                                  | Messico                                                                | Gold Cup 2023 - 1º turno                                               | -                                                                      | 72’                                                                    |
| 2-7-2023                                                               | Santa Clara                                                            | Messico                                                                | 0 – 1                                                                  | Qatar                                                                  | Gold Cup 2023 - 1º turno                                               | -                                                                      | 60’                                                                    |
| 8-7-2023                                                               | Arlington                                                              | Messico                                                                | 2 – 0                                                                  | Costa Rica                                                             | Gold Cup 2023 - Quarti di finale                                       | 1                                                                      | 84’                                                                    |
| 12-7-2023                                                              | Paradise                                                               | Giamaica                                                               | 0 – 3                                                                  | Messico                                                                | Gold Cup 2023 - Semifinale                                             | -                                                                      |                                                                        |
| 16-7-2023                                                              | Inglewood                                                              | Messico                                                                | 1 – 0                                                                  | Panama                                                                 | Gold Cup 2023 - Finale                                                 | -                                                                      | 90+2’                                                                  |
| 9-9-2023                                                               | Arlington                                                              | Messico                                                                | 2 – 2                                                                  | Australia                                                              | Amichevole                                                             | -                                                                      | 77’                                                                    |
| 12-9-2023                                                              | Atlanta                                                                | Uzbekistan                                                             | 3 – 3                                                                  | Messico                                                                | Amichevole                                                             | -                                                                      | 46’                                                                    |
| 14-10-2023                                                             | Charlotte                                                              | Messico                                                                | 2 – 0                                                                  | Ghana                                                                  | Amichevole                                                             | -                                                                      | 62’                                                                    |
| 17-10-2023                                                             | Filadelfia                                                             | Messico                                                                | 2 – 2                                                                  | Germania                                                               | Amichevole                                                             | -                                                                      | 82’                                                                    |
| 17-11-2023                                                             | Tegucigalpa                                                            | Honduras                                                               | 2 – 0                                                                  | Messico                                                                | CONCACAF Nations League 2023-2024 - Quarti di finale                   | -                                                                      | 46’                                                                    |
| 21-11-2023                                                             | Città del Messico                                                      | Messico                                                                | 2 – 0 dts (4 – 2 dtr)                                                  | Honduras                                                               | CONCACAF Nations League 2023-2024 - Quarti di finale                   | -                                                                      | 105’                                                                   |
| 21-3-2024                                                              | Arlington                                                              | Panama                                                                 | 0 – 3                                                                  | Messico                                                                | CONCACAF Nations League 2023-2024 - Semifinale                         | 1                                                                      | 59’                                                                    |
| 24-3-2024                                                              | Arlington                                                              | Messico                                                                | 0 – 2                                                                  | Stati Uniti                                                            | CONCACAF Nations League 2023-2024 - Finale                             | -                                                                      | 65’                                                                    |
| 5-6-2024                                                               | Denver                                                                 | Messico                                                                | 0 – 4                                                                  | Uruguay                                                                | Amichevole                                                             | -                                                                      | 84’                                                                    |
| 8-6-2024                                                               | College Station                                                        | Messico                                                                | 2 – 3                                                                  | Brasile                                                                | Amichevole                                                             | -                                                                      | 61’                                                                    |
| 22-6-2024                                                              | Houston                                                                | Messico                                                                | 1 – 0                                                                  | Giamaica                                                               | Coppa America 2024 - 1º turno                                          | -                                                                      | 68’                                                                    |
| 26-6-2024                                                              | Inglewood                                                              | Venezuela                                                              | 1 – 0                                                                  | Messico                                                                | Coppa America 2024 - 1º turno                                          | -                                                                      | 78’                                                                    |
| 30-6-2024                                                              | Glendale                                                               | Messico                                                                | 0 – 0                                                                  | Ecuador                                                                | Coppa America 2024 - 1º turno                                          | -                                                                      | 67’                                                                    |
| 7-9-2024                                                               | Pasadena                                                               | Messico                                                                | 3 – 0                                                                  | Nuova Zelanda                                                          | Amichevole                                                             | 1                                                                      | 60’                                                                    |
| 10-9-2024                                                              | Arlington                                                              | Messico                                                                | 0 – 0                                                                  | Canada                                                                 | Amichevole                                                             | -                                                                      | 66’                                                                    |
| 15-10-2024                                                             | Guadalajara                                                            | Messico                                                                | 2 – 0                                                                  | Stati Uniti                                                            | Amichevole                                                             | -                                                                      | 69’                                                                    |
| 15-11-2024                                                             | San Pedro Sula                                                         | Honduras                                                               | 2 – 0                                                                  | Messico                                                                | CONCACAF Nations League 2024-2025 - Quarti di finale                   | -                                                                      | 77’                                                                    |
| 19-11-2024                                                             | Toluca                                                                 | Messico                                                                | 4 – 0                                                                  | Honduras                                                               | CONCACAF Nations League 2024-2025 - Quarti di finale                   | -                                                                      | 90+4’                                                                  |
| 23-3-2025                                                              | Inglewood                                                              | Messico                                                                | 2 – 1                                                                  | Panama                                                                 | CONCACAF Nations League 2024-2025 - Finale                             | -                                                                      | 90+6’                                                                  |
| 7-6-2025                                                               | Salt Lake City                                                         | Messico                                                                | 2 – 4                                                                  | Svizzera                                                               | Amichevole                                                             | -                                                                      | 59’                                                                    |
| 10-6-2025                                                              | Chapel Hill                                                            | Messico                                                                | 1 – 0                                                                  | Turchia                                                                | Amichevole                                                             | 1                                                                      | 62’                                                                    |
| 14-6-2025                                                              | Inglewood                                                              | Messico                                                                | 3 – 2                                                                  | Rep. Dominicana                                                        | Gold Cup 2025 - 1º turno                                               | -                                                                      | 46’                                                                    |
| 28-6-2025                                                              | Glendale                                                               | Messico                                                                | 2 – 0                                                                  | Arabia Saudita                                                         | Gold Cup 2025 - Quarti di finale                                       | -                                                                      | 85’                                                                    |
| 2-7-2025                                                               | Santa Clara                                                            | Messico                                                                | 1 – 0                                                                  | Honduras                                                               | Gold Cup 2025 - Semifinale                                             | -                                                                      | 90+1’                                                                  |
| 6-7-2025                                                               | Houston                                                                | Stati Uniti                                                            | 1 – 2                                                                  | Messico                                                                | Gold Cup 2025 - Finale                                                 | -                                                                      | 75’                                                                    |
| Totale                                                                 |                                                                        | Presenze                                                               | 85                                                                     |                                                                        | Reti                                                                   | 12                                                                     |                                                                        |

## Palmarès

### Club

#### Competizioni nazionali
- Campionato messicano: 2

Guadalajara: Clausura 2017
Cruz Azul: Clausura 2021
- Supercopa MX: 2

Guadalajara: 2016
Cruz Azul: 2019
- Coppa del Messico: 1

Guadalajara: 2017
- Leagues Cup: 1

Cruz Azul: 2019
- Campionato greco: 1

AEK Atene: 2022-2023
- Coppa di Grecia: 1

AEK Atene: 2022-2023

#### Competizioni internazionali
- CONCACAF Champions League: 1

Guadalajara: 2018

### Nazionale
- Gold Cup: 3

2019, 2023, 2025
- CONCACAF Nations League: 1

2024-2025